# Філіппінський калао
Філіппінський калао (Penelopides) — рід птахів родини птахів-носорогів (Bucerotidae). Включає 5 видів. Всі види є ендеміками Філіппін.

## Класифікація
- Калао рудогузий (Penelopides panini)
- Калао лусонський (Penelopides manillae)
- Калао мінданайський (Penelopides affinis)
- Калао самарський (Penelopides samarensis)
- Калао міндорський (Penelopides mindorensis)